# Renata Nielsen
Renata Nielsen, född den 18 maj 1966, Otwock, Polen, är en dansk före detta friidrottare som tävlade i längdhopp.
Nielsens första mästerskapsfinal var EM 1990 i Split där hon slutade på en elfte plats. Vid VM 1991 blev hon utslagen redan i kvalet. Hon deltog även vid Olympiska sommarspelen 1992 där hon slutade sist i finalen efter att ha klarat 6,06. 
En stor framgång blev emellertid VM 1993 i Stuttgart där hon blev trea med ett hopp på 6,76. Vid EM 1994 slutade hon precis utanför medaljplats, på en fjärdeplats med ett längsta hopp på 6,82. Hon deltog vidare vid Olympiska sommarspelen 1996 men blev utslagen i kvaltävlingen. Samma år blev hon även europamästare inomhus. Hennes sista mästerskap blev VM 1997 där hon blev utslagen i kvalet. 

## Personligt rekord
- längdhopp - 6,96 meter